# Воїнов Святослав Святославович
Воїнов Святослав Святославович (*29 січня 1942 — †16 грудня 2014) — кандидат філологічних наук, відомий дослідник «Слова о полку Ігоревім», засновник музею.

## Життєпис
Народився 29 січня 1942 року в Новгороді-Сіверському. Закінчив Харківський політехнічний інститут, більше 20 років служив у Збройних силах, підполковник у відставці.
Став відомим завдяки зібраній ним унікальній колекції видань «Слова о полку Ігоревім» (у 1990 р. його зібрання налічувало понад 6000 одиниць зберігання, зокрема 1600 книг, близько 400 робіт художників, більше 300 рукописних робіт, тисячі листів).
За його ініціативою у вересні 1990 р. у Новгороді-Сіверському відкрито музей-заповідник «Слово о полку Ігоревім». С. Воїнов як директор доклав чимало зусиль для його розбудови, проведення у Новгороді-Сіверському наукових конференцій. Однак через конфлікт з керівництвом району та області у травні 1993 року словознавець залишає керівну посаду.
С цього часу більше уваги приділяє науковій роботі. У 5-томній «Энциклопедии „Слова о полку Игореве“» (СПб, 1995) авторству С.Воїнова належать 53 статті про словознавців, перекладачів, дослідників та художників. Саме завдяки йому у виданні так ґрунтовно представлено Чернігівщину, її видатних діячів.
Рідній Новгород-Сіверщині Воїнов присвятив книги «Село Чайкине» (1998), «Новгород-Сіверський» (1999) та «Село Ображіївка» (2003).
Велику подвижницьку справу здійснив бібліофіл, уклавши унікальний анотований «Бібліографічний покажчик журналу „Сіверянський літопис“ за 1995—1999 рр.» (2003).
У 2003 році колекціонер успішно захистив в Інституті літератури ім. Т.Шевченка дисертацію «„Слово о полку Ігоревім“ і Новгород-Сіверщина». У 2004 році разом зі своїм другом, відомим києвознавцем Віктором Киркевичем подав ідею і розпочав створення музею «Шевченківський район міста Києва в історії державотворення та незалежності України».
Працюючи над створенням музею історії міста Вишневого, Святослав Воїнов започаткував у 2008 році «Бібліотеку вишнівчанина», упорядкував, відредагував і видав дві поетичні збірки (Ф.Кириченка «Поезії» та В. Лямічева «Палітра життя»).
Крім написання наукових статей, С.Воїнов продовжував збирати матеріали про «Слово». За оцінками фахівців, у його колекції нині нараховується до 15 тисяч одиниць зберігання.

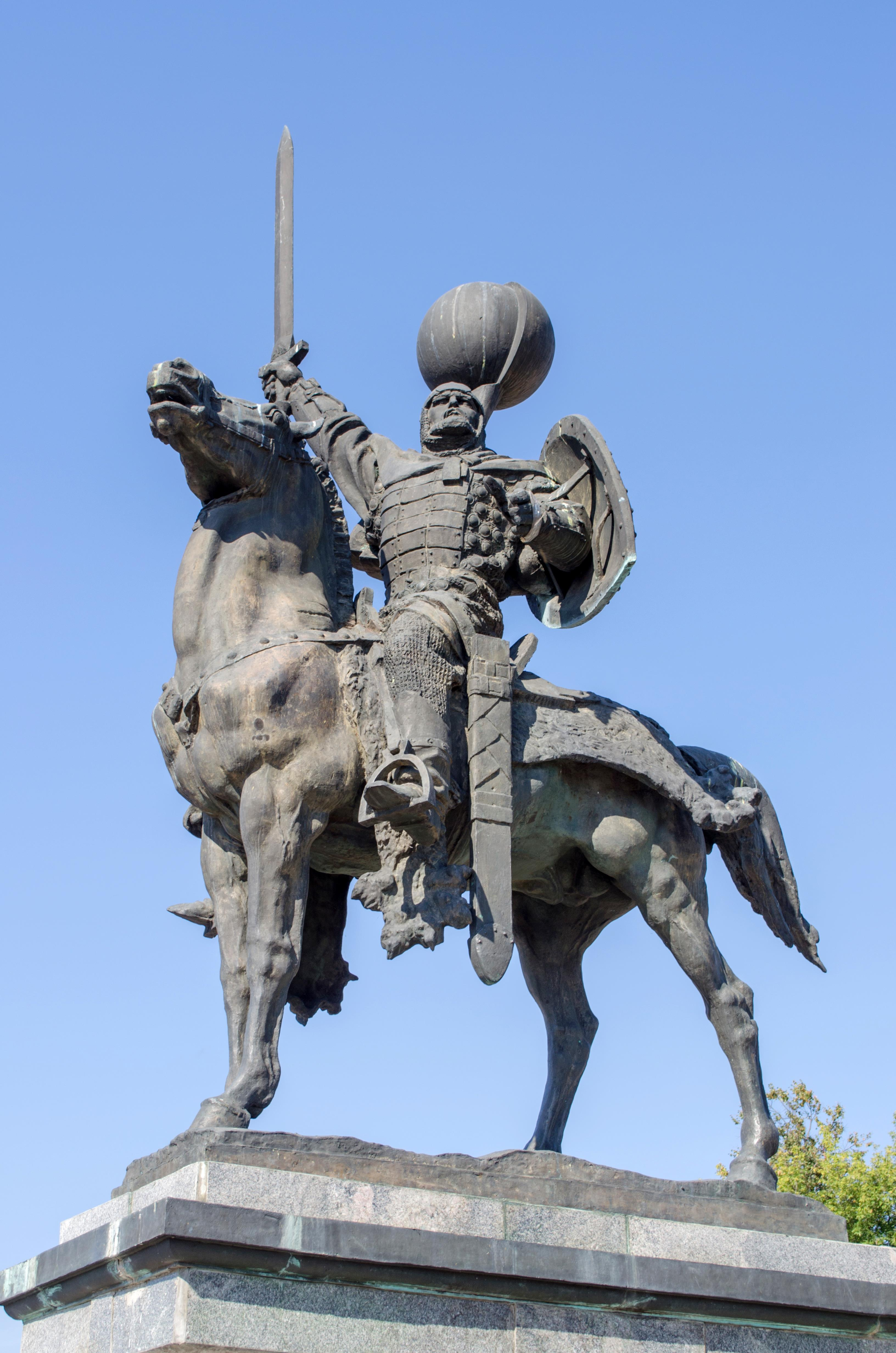
Пам'ятник князю Ігорю у Новгороді-Сіверському
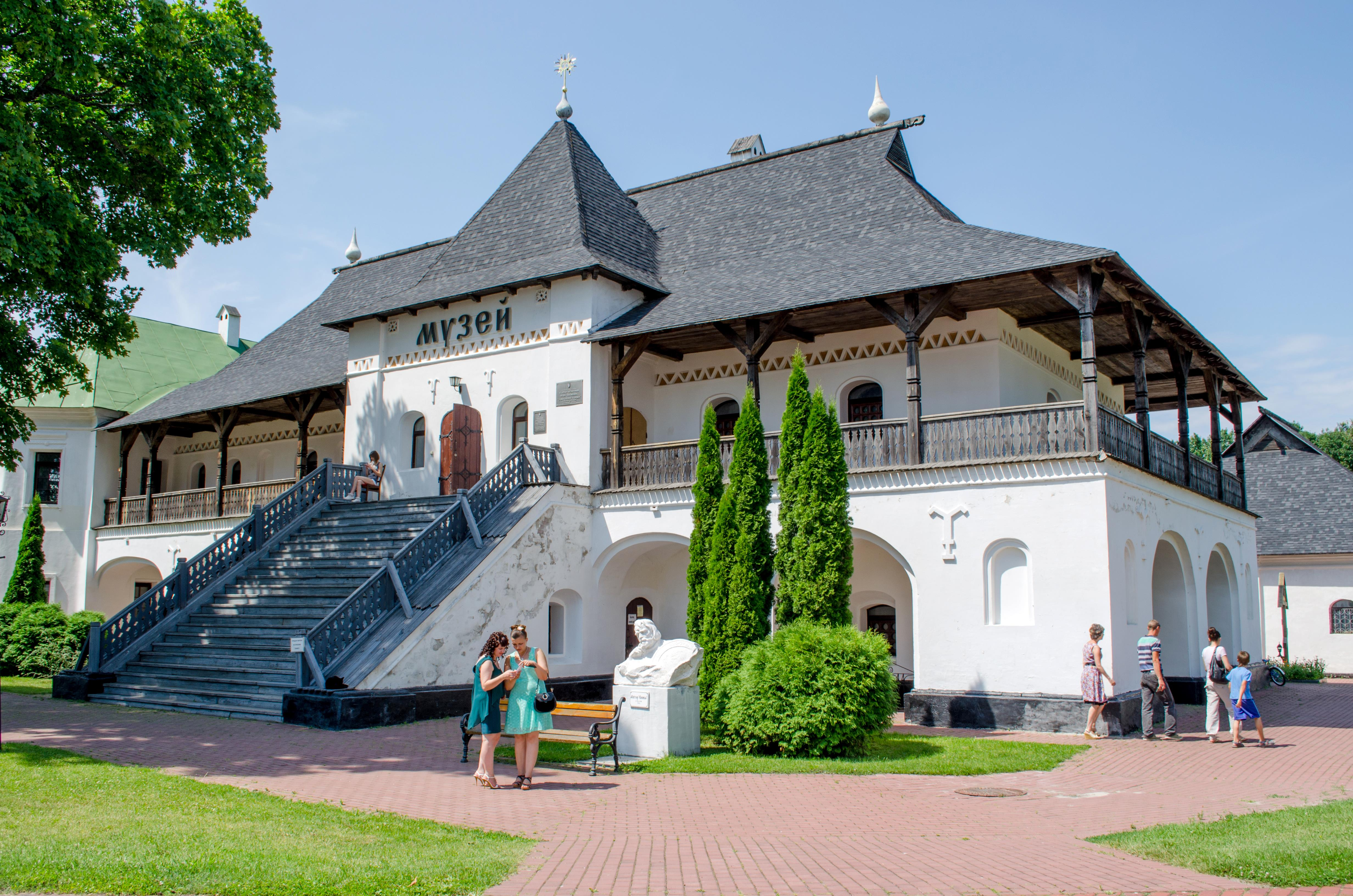
Музей "Слово о полку Ігоревім" у Спасо-Преображенському монастирі (Новгород-Сіверський)

## Праці
- Каталог юбилейной выставки, посвященной 800-летию «Слова о полку Игореве» / Черниг. ист. музей [и др.] ; [сост. : С. А. Половникова, Воинов С. С.]. — Чернигов: Десна, 1985. — 13 с.
- Воїнов, С. С. Село Чайкине / С. С. Воїнов. — Чернігів: Деснянська правда, 1998. — 84 с.
- Воїнов, С. С. Новгород-Сіверський: нариси історії / С. С. Воїнов. — Чернігів: Сіверянська думка, 1999. — 163 с.
- Дзвенить слава в Києві! / Нац. парлам. б-ка України; [склад. С. Воїнов]. — Київ, 2000. — 31 с.
- Воїнов, С. С. Слово о полку Ігоревім: автореф. дис. канд. філол. наук : 10.01.01 / С. С. Воїнов ; НАН України, Ін-т л-ри ім. Т. Г. Шевченка НАН України. — Київ, 2003. — 19 с.
- «Зустріч зі Словом»: кат. виставки: до 70-річчя від дня народження Святослава Воїнова / Черніг. іст. музей ім. В. В. Тарновського ; [упоряд.: С. Воїнов, В. Мудрицька, С. Половнікова]. — Чернігів , 2012.
- Воїнов, С. Костянтин Ушинський — перекладач «Слова о полку Ігоревім» / С. Воїнов // Бібліотечна планета. — 2001. — № 4. — С. 34-35.
- Воїнов, Святослав. Мій учитель Олекса Мишанич / Святослав Воїнов // Слово і час. — 2013. — № 5. — С. 29-31.
- Воїнов, Святослав «Ради святої нашої поезії»: (рядовий лінійного батальйону [Тарас Шевченко]) і «Слово о полку Ігоревім» / Святослав Воїнов // Голос України. — 2013. — 4 жовт. (№ 185). — С. 9.
- Воїнов, Святослав Сіверянські стежки до Кобзаря / Святослав Воїнов // Сіверський край. — 2014. — 31 трав. (№ 22). — С. 3.
- Воїнов, Святослав Непрочитаний автограф: до 200-річчя з дня народження Т. Шевченка. Кобзар і «Слово» / Святослав Воїнов // Сіверський край. — 2014. — 1 лют. (№ 5). — С. 4.
- Воїнов, С. Переклад «Плачу Ярославни»: до 200-річчя Т. Г. Шевченка / С. Воїнов // Сіверський край. — 2014. — 15 берез. (№ 11). — С. 3.
- Воїнов, Святослав. Рецензії. Огляди. Анотації / Святослав Воїнов // Сіверянський літопис. — 2014. — № 1/3. — С. 196—199.